# Comissions d'Obrers Patriotes
Comissions d'Obrers Patriotes (basc: Langile Abertzaleen Batzordeak, LAB) és un sindicat basc nacionalista i de classe, integrat en l'esquerra abertzale, i considerat part del Moviment d'Alliberament Nacional Basc.
Va ser fundat en la tardor de 1974, com una organització de masses i moviment assembleari per a l'alliberament de la classe obrera basca, tant des d'un punt de vista nacional com social, recollint en aquest moment una tradició obrerista i abertzale que havia estat present en les primeres Comissions Obreres representatives, així com en l'organització Comissions Obreres Abertzales (COA). Entre els seus fundadors més coneguts figuren el líder abertzale Jon Idigoras, que va participar en les seves primeres assemblees i va formar part de la direcció, així com José Luis Cereceda, Martin Auzmendi o Xabier Elorriaga. En 1977, per decisió de l'Assemblea Nacional, LAB passa de ser un moviment assembleari a sindicat, procedint-se a la seva inscripció i legalització en els registres corresponents.
En l'actualitat supera els 45.000 afiliats cotitzadors, manté al voltant d'un 16% de representativitat en els territoris en els quals actua i la seva secretària general és Ainhoa Etxaide, que rellevà l'històric Rafael Díez Usabiaga en el congrés de maig de 2008. Després de la il·legalització de Batasuna a l'Estat espanyol el 2002 i d'altres entitats, partits i associacions independentistes com Gestoras Pro-Amnistía, Acció Nacionalista Basca, o EHAK el 2008, el sindicat LAB, com el moviment d'estudiants Ikasle Abertzaleak i altres organismes, és una de les organitzacions importants del Moviment d'Alliberament Nacional Basc que romanen en la legalitat a l'Estat espanyol, però no a l'Estat francès, on són totes legals. A partir del seu congrés de l'any 2000, celebrat a Donostia, ha estès la seva activitat sindical als territoris de Lapurdi, Zuberoa i Nafarroa Behera, al País Basc del Nord.